# 冯书耕
冯书耕（1932年—），女，北京人，中华人民共和国政治人物，曾任中华全国妇女联合会办公厅主任、常务委员。